# 出身成分
出身成分，指一个人取得独立经济地位前其家庭的阶级成分（家庭出身），是一部分社会主义国家所执行的一种对社会人口进行分类的方法，在社会学上属先赋地位。
在这些社会主义国家，在阶级划分完成以后，每个人出身的家庭的阶级就决定了其出身成分。一个人的求学、就业、福利等各项权利都会受到相应影响。

## 苏联源头的影响
斯大林和莫洛托夫是农业集体化的发明者。莫洛托夫是斯大林的亲信，支持斯大林的农业集体化政策并参与领导了大清洗。由于反对苏共二十大后的反斯大林和去斯大林化政策而于1957年被打为“反党集团”头目，1964年被开除党籍，勒令退休。1984年被恢复党籍，1986年去世。从1969年－1986年的17年间，莫洛托夫接受了苏联记者丘耶夫139次采访，谈了许多问题，对斯大林给予了很高的评价，莫洛托夫在论及阶级成分划分时说：
1. 在我主持下，消灭了四十万户富农；农业集体化的成就比卫国战争的胜利还大
2. 在共产主义实现前，永远是无产阶级专政，而专政只能是几个人的专政，专政必须株连到妇女和儿童；只要帝国主义存在一天，苏联人民的生活就不可能得到改善；因为我们必须要像斯大林那样集中一切人力、物力和财力来发展重工业（特别是军事工业）；所以共产党永远不能代表农民和知识分子的利益；我们只能把有些科学家关押起来工作。
3. 斯大林搞镇压活动是完全正确的、必要的；口供就是证据；我们全力支持他，我是其中最主要的一个；没有镇压，我们也生存不下去；镇压政策是挽救人民、挽救革命的惟一政策，是符合列宁主义及其基本原则的惟一政策；但是，镇压还不够彻底，比如像赫鲁晓夫、米高扬、李维诺夫等人，当时就没有被杀掉，应该镇压更多人才对。
4. 我反对赫鲁晓夫的改革与释放一切政治犯，赫鲁晓夫好歹还继续推行国有制经济，吹牛皮要进入共产主义，他在苏共二十大上谴责斯大林只是局部平反，但却放出了一个可怕的敌人—人道主义。

## 中華人民共和国

### 历史
早在国民革命时期，湖南等地的農民就在农会的组织下对地主进行批斗活动。当时毛泽东在其写作的《湖南农民运动考察报告》一文中介绍过相关情况，并且对这种做法表示支持。第二次国共内战时期特别是1947年中国土地法大纲颁布后，农民在中國共產黨的鼓動、安排下，大规模开展针对地主的批斗大会。

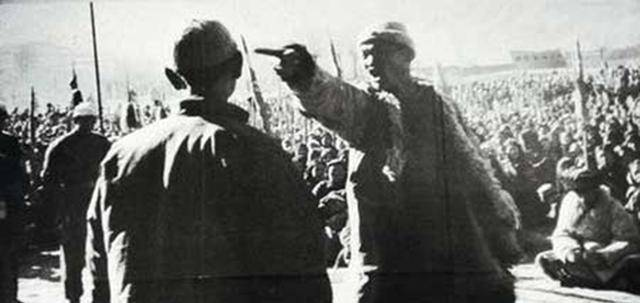
土改时期，农民正在对地主进行批斗

中華人民共和國建立后，由于在农村推行土地改革，需要对人的经济情况进行划分，以确定采取的政策。因而对全国人口根据经济状况进行划分，即阶级成分。当时划分的标准是：
1. 如果家庭拥有土地，家庭成员不参加劳动，只依靠地租收入或雇佣农工耕种，属于“地主”，家中土地要没收分给其他农民，只给留下相当全村平均人口拥有的土地，自行耕种。或者根本不留土地。地主属于被打倒的阶级，地主家庭的子女禁止在军队服役，禁止担任党政职务。但“管公堂”、“收学租”、“帮助地主收租管家”、“二地主”。“小土地出租者”不得以地主论。
2. 如果家庭拥有土地，虽然也收取地租或雇佣农工，但自己和家庭成员也参加劳动，为“富农”，多余土地也要没收，但不属于被打倒的阶级。“半地主式的富农”。“有重大反革命行为”的富农，叫做反动富农。
3. 如果家庭拥有土地，但基本是自给，不收取地租，属于“中农”。如果在农忙时也雇佣临时工（雇農），要算取雇工与自己全家劳动所得的比例——“剥削量”。剥削量超过20%为“富裕中农”或“上中农”，属于对其保持中立的对象。低于20%为“中农”，属于“团结对象”。如果家庭收入不足，尚需出外打工，为“下中农”或“佃中农”，与贫农、雇农一样归为依靠对象。
4. 如果家庭只有很少土地，主要收入依靠打工，为“贫农”。
5. 如果家中没有土地，完全依靠打工为生，为“雇农”或“佃户”。贫农、雇农是共产党在农村开展运动及工作的主要依靠对象。
6. 工人农民外，一切依靠自己劳动为生活，或大部分依靠自己劳动为生活，或依靠少数生产资料自已（原文如此）经营以取得生活费，上面这些人凡没有固定职业而生活贫苦者，均列做贫民。乡村及小市镇贫民分子失业者，应分配土地。
7. 凡受雇于国家的、合作社的或私人的机关、企业、学校等，为其中办事人员，取得工资以为生活之全部或主要来源的人，称为职员。职员为工人阶级中的一部分。凡有专门技能或专门知识的知识分子，受雇干国家的、合作社的或私人的机关、企业、学校等，从事脑力劳动，取得高额工资以为生活之全部或主要来源的人，例如工程师、教授、专家等，称为高级职员，其阶级成分与一般职员同。但私人经济机关和企业中的资方代理人不得称为职员。
8. 失去其职业和土地，连续依靠不正当方法为主要生活来源满三年者，叫做游民（习惯上叫做流氓）。 所谓依靠不正当方法为主要生活来源，是指依靠偷盗、抢劫、欺骗、乞食、赌博、或卖淫等项不正当收入为生而言。
9. 以牧师、神父、和尚、道士、斋公、看地、算命、占卦等宗教迷信的职业，为主要生活来源满三年者，叫做宗教职业者，或迷信职业者。
10. 人民解放军的指挥员、战斗员，所有起义军队纷指挥员、战斗员从起义改编为人民解放军之日起，称为革命军人。
11. 占有少量手工工具、作坊、原料等生产资料，自已（原文如此）从事独立的手工业生产，以其成品出卖，作为全部或主要生活来源的人，称为小手工业者，或独立生产者。
12. 完全没有生产资料，或者只有很少的手工工具，向消费者，或向手工业资本家，或向小手工业者出卖劳动力，为雇主从事手工业生产，领取工资，作为全部或主要生活来源的人，称为手工工人。手工工人的社会地位，与工人、雇农同。
13. 依靠独立营业为生，但不剥削他人的医生、教师、律师、新闻记者、著作家、艺术家等，称为自由职业者。
14. 没有或只有少量资本，向商人或小生产者购入商品，向消费者出卖，不雇请工人或店员，自己从事商品流通过程中的劳动以为生活之全部或主要来源的人，称为小商。经常流动行走的小商，称为小贩。
15. 占有商业资本，雇用工人或店员，以进行商品流通，取得利润，作为收入之全部或主要来源的人，称为商业资本家或商人。
16. 地主阶级中某些个别的人，曾经反对蒋介石反动统治和帝国主义侵略，以积极行动赞助人民民主事业，并拥护人民民主专政和支持、赞助土地改革者，称为开明士绅。
17. 依靠或组成一种反动势力，称霸一方，为了私人的利益，经常用暴力和权势去欺压与掠夺人民，造成人民生命财产之重大损失，查有实据者，为恶霸；其中属于地主阶级者又称为“恶霸地主”。

在牧区和渔区，参照上述标准，亦有“牧主”、“富牧”、“渔主”和“贫下中牧”、“贫下中渔”的阶级成份划分。富农和中农是政治待遇的分界线，龙普腾事件中湖南政府工作组将龙普腾家庭成分由中农改为富农，由此将事件定义为阶级报复的反革命事件。
从1954年开始，中国共产党在城市中实行“社会主义改造”，将城市中的私营工商业按工作组的意见定价进行赎买、称为公私合营，每年付给业主一定的定息，然后将领取定息的人的阶级成分定为资本家。由于当时处于“新民主主义革命”阶段，按照中国共产党的新民主主义革命理论，民族资本家与地主不同，属于“人民”。当时中华人民共和国国旗的图案中，四颗小星的寓意代表工人、农民、民族资产阶级、小资产阶级（当时将城市中不属于工人和资本家的都称为小资产阶级）。
1956年社会主义改造阶段结束以后，中华人民共和国政府开始将城市人口都定出各种不同的成分；具有阶级成分后，所有这个家庭的成员都相应地具有“家庭出身”。“家庭出身”指本人取得独立经济地位前家庭的阶级成份。如“文化大革命”时期的红五类与黑五类。

### 现状

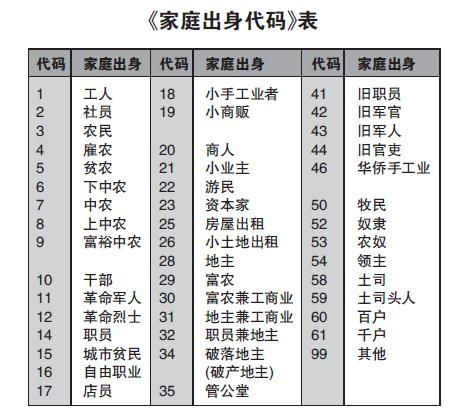
1985年~2005年政府頒佈使用的GB 4765-1984標準代碼表，用以識別家庭身份背景。

本人成分，是指个人参加革命工作或担任国家干部前的社会职业。
社会人士申请入团、入党的申请书以及大、中、小学学生的个人档案都有此栏。机关企事业单位、部分民营企业的职工情况登记表有时也需填写。本人成分代码为中华人民共和国国家标准GB 4764-1984本人成分代码於1985年10月1日起实施。2005年废止。
现在中華人民共和国政府在人事档案及户籍管理等方面工作中更多使用表示个人政治归属的政治面貌。

## 朝鮮民主主義人民共和國
在朝鲜民主主义人民共和国称为出身成分（출신성분），由两个汉字词出身（출신）和成分（성분）合并而成，是朝鲜對公民的階級劃分。在朝鲜有時以住民成分（주민성분）称呼之。出身成分是基於直系祖先的政治、社會和經濟地位，以及親屬的行為，決定了對一個人的信任程度、受教育和工作和入黨的機會。

### 歷史
1957年金日成在八月宗派事件後開始肅清朝鮮勞動黨黨内蘇聯派與親中的延安派，而在1958－1960年對一般市民根據對金日成的忠誠度分為「基本群众（核心階級）」、「复杂群众（動搖階級）」、「敌对阶级残余分子（敵對階級）」3種類。核心階級多是金日成在中國東北抗日時的戰友，地位最高，動搖階級對黨不置贊否，人口最多；而敵對階級則對黨持敵視和否定態度，大概有70,000人，會被發配到山區居住並被嚴密監視，其中大概6,000人被以反革命的名義處決，三個成分的比例是核心階級30%，動搖階級40%，敵對階級30%。
1966年－1967年開始，除對本人外，還對其雙親至六等親进行背景調查。每個朝鮮人從年滿17歲開始，執法人員和黨的幹部都會打開他或她的個人檔案，每兩年更新一次。自1966年人口普查以來，所有公民的出身成分開始被仔細檢查。這些檢查的原因可能是對1966年中國文化大革命的回應。金日成擔心北京會通過入侵或支援政變來干涉他的國家事務，希望通過對人口進行分類來加強國內安全。在接下來的幾年裡，由於各種原因，這些檢查重複了幾次，從檢查中消除可能的反對派。
80年代后期，朝鲜的“出身成分”制度松动，“出身成分”划分也改为“核心阶级”、“基本阶级”、“动摇阶级”3种。1995年，朝鲜废除“出身成分”制度，规定社会阶层有领导干部、军人、工人、农民、知识分子5类，2002年“7·1经济管理改善措施”之后，朝鲜的社会阶层种类增加了“商人”一类。

### 制度
出身成分是上溯三代對金家忠诚度的調查。3大階層共有五十一分類:
- 核心階層─13個分類

日本投降前的軍人、工人、貧農、佃農、集體農場農民、知識分子、解放後黨事務員、朝鮮勞動黨員、革命遺族（抗日戰爭犧牲者遺族）、愛国烈士遺族（韓戰犧牲者遺族）、被殺者遺族（韓戰中被南韓軍隊、联合国军虐殺的朝鲜人民军軍家屬）、戰死者遺族、後方家族（朝鮮人民軍現役軍官的家族）、榮譽軍人（韓戰中負傷的朝鲜人民军军人）。
- 動搖階層─27個分類

解放前小中商人、知識階層勞動者、手工業者、臨時工、店員、小中自耕農、中小規模承包商、民族資本家、朝鮮勞動黨停職開除者、已服滿刑期的政治犯、經濟犯罪者、囚犯家人、死囚家屬、迷信崇拜者（妓生）、儒生、天道教青友黨員、朝鮮社會民主黨員，無黨派層、中日回國僑民（但在回國前就已成為朝鮮勞動黨员的除外）、從外國回流的留學生。
- 敵對階層─11個分類

原日本官廳反動官僚、産業國有化後的資本家、土地改革時有五畂以上土地持有人、親日親美分子、富農地主、1945年後越北者、佛教徒，基督徒、哲学家、反黨反革命宗派分子（即是黨內反對派）。
核心階層在國内有諸多優惠，可以住在平壤，糧食優先分配，就读大學甚至服兵役上有優待。絕大部分敵對階層要進入勞改營再教育，動搖階層因將有反黨的可能而在生活上受到一定限制。
但從日本歸國的朝鮮族因有家族匯款支持，所以與其他出身成分低的朝鮮居民相比，受的待遇較佳（金正恩的母親高容姬即是在日朝鮮人）。

### 官方立场
朝鮮政府的官方立场认为所有公民都是平等的，並否認基於家庭出身的任何形式的歧視。

## 脚注
1. ↑  在中华人民共和国，本人成分（实际上是其家庭出身阶级成分）是最常使用的成分属性，也简称为成分。但传统上出身成分、政治面貌、民族等都是成分